# حبس ابد (مجموعه تلویزیونی)
حبس ابد (به انگلیسی: Life Sentence) نام سریالی آمریکایی در ژانر درام-کمدی می‌باشد. نخستین قسمت این سریال ۷ مارس ۲۰۱۸ به روی آنتن رفت.

## داستان سریال
هنگامی که استلا بعد از ۸ سال شمارش معکوس برای مرگ درمیابد که سرطانش درمان شده، او باید یاد بگیرد که با تمام انتخاب‌هایی که در هنگام بیماری انجام داده، زندگی کند، به طوری که انگار در حال مرگ است.

## بازیگران

### اصلی
- لوسی هیل به عنوان استلا ابوت[۱]
- الیوت نایت , به عنوان ویس
- دیلن والش as Paul Abbott
- جیلیان ویگمن به عنوان ایدا ابوت
- جیسون بلر به عنوان آیدن ابوت
- Brooke Lyons به عنوان الیزابت
- Carlos PenaVega به عنوان دیه گو

### بازیگران مهمان
- رایلی اسمیت به عنوان دکتر عطا خواهد شد، یک متخصص با یک نقطه نرم برای بیماران خود را.
- کلودیا روکافورت به عنوان پاپی - دوست دختر ایدا.